# Рытыввож (приток Южной Мылвы)
Рытыввож (Рытыв-Вож) — река в России, протекает по Республике Коми. Устье реки находится в 113 км по правому берегу реки Южная Мылва. Длина реки составляет 14 км.

## Данные водного реестра
По данным государственного водного реестра России, относится к Двинско-Печорскому бассейновому округу, водохозяйственный участок реки — Вычегда от истока до города Сыктывкар, речной подбассейн реки — Вычегда. Речной бассейн реки — Северная Двина.
Код объекта в государственном водном реестре — 03020200112103000014374.